# Rob Brown (acteur)
Pour les articles homonymes, voir Rob Brown et Brown.
Rob Brown (né le 11 mars 1984 à Harlem, New York) est un acteur américain.

## Biographie
Rob Brown a été découvert dans le film À la rencontre de Forrester (2001) où il interprétait le premier rôle face à Sean Connery, celui d'un adolescent surdoué de l'écriture vivant dans le Bronx. Il a ensuite joué dans Coach Carter (2005), où il est l'un des jeunes lycéens de l'équipe de basket ; puis dans Dance with Me (2006) et Glory Road, films où il interprète un brillant lycéen afro-américain qui réussit à franchir les obstacles.
Vient ensuite The Express, dont la sortie a eu lieu en octobre 2008 aux États-Unis et qui retrace la vie réelle d'Ernie Davis (1939-1963), un des meilleurs espoirs du football américain qui mourut d'une leucémie à 23 ans.

## Filmographie

### Cinéma
- 2001 : À la rencontre de Forrester de Gus Van Sant : Jamal Wallace
- 2005 : Coach Carter de Thomas Carter : Kenyon Stone
- 2006 : Les Chemins du triomphe (Glory Road) de James Gartner
- 2006 : Dance with Me de Liz Friedlander : Rock
- 2007 : Live ! de Bill Guttentag : Byron
- 2008 : Stop-Loss de Kimberly Peirce : Isaac Butler alias Eyeball
- 2008 : The Express de Gary Fleder : Ernie Davis
- 2012 : The Dark Knight Rises, de Christopher Nolan : Crispus Allen
- 2013 : Don Jon de Joseph Gordon-Levitt : Bobby

### Télévision
- 2010-2013 : Treme de David Simon : Delmond Lambreaux
- 2015-2020: Blindspot de Martin Gero : Edgar Reed
- 2016-2017 : Shooter : Donny Fenn
- 2022: We Own This City : Maurice Ward

### Clip
- 2009 : Laura Izibor - Don't Stay